# 遥山夕貴
遥山 夕貴（はるやま ゆうき、1987年1月2日 - ）は、福井県大野市出身の女子競輪選手。日本競輪選手会福岡支部所属（当初は福井支部所属）、ホームバンクは久留米競輪場。日本競輪学校（当時。以下、競輪学校）第108期生。師匠は鷲田佳史（88期）。旧姓は梅田。

## 経歴
金沢大学大学院卒。2006年福井市のキャンペーンレディ「お市の方」準グランプリを獲得。キャンペーンレディとして派遣された福井競輪開設56周年記念で競輪に興味を持ち、ガールズケイリンが始まったことで競輪選手を志したという。
2013年12月20日、競輪学校第108回技能試験に合格。在校競走成績は15位（1勝）。
2015年7月21日、豊橋競輪場にて当時の本名である『梅田夕貴』でデビューし5着。初勝利は2016年10月7日の松戸競輪場で挙げた。
2019年6月5日、福井から福岡へ移籍し、同年11月22日に結婚。
2020年3月4日付で現在の登録名に変更、同年6月1日に第1子となる女児を出産。
出産と育児のためレースは2019年9月以降長期欠場が続いているが、2021年7月を目途に復帰する意向であった。ただ、欠場から3年以上が経過した2022年10月時点でも復帰の予定は決まっていない。